# Bo Ekelund
Bo Daniel Ekelund (Gävle, 26 juli 1894 – Saltsjöbaden, 1 april 1983) was een Zweedse atleet, die gespecialiseerd was in het hoogspringen. Hij had zes jaar lang het nationale record in handen.

## Loopbaan
Ekelund vertegenwoordigde Zweden op de Olympische Spelen van 1920 in Antwerpen. Hier won hij een bronzen medaille. Met een beste poging van 1,90 m eindigde hij achter de Amerikanen Richmond Lando (goud) en Harold Muller (zilver).
In zijn actieve tijd was Ekelund aangesloten bij IFK Malmö. In 1928 werd aan hem de Zweedse sportonderscheiding Stora Grabbars Märke uitgereikt.

## Persoonlijk record
| Onderdeel    | Prestatie      | Datum             | Plaats     |
| ------------ | -------------- | ----------------- | ---------- |
| hoogspringen | 1,93 m (ex-NR) | 21 september 1919 | Kopenhagen |

## Palmares

### hoogspringen
- 1920:  OS - 1,90 m